# Hilala
Hilala (franska: Hilala (CR), Hilala (Commune Rurale), arabiska: أو كنز) är en kommun i Marocko.   Den ligger i provinsen Chtouka-Aït Baha och regionen Souss-Massa, i den centrala delen av landet, 500 km söder om huvudstaden Rabat. Antalet invånare är 3 808.